# Bellencombre
Bellencombre is een gemeente in het Franse departement Seine-Maritime (regio Normandië) en telt 641 inwoners (2005). De plaats maakt deel uit van het arrondissement Dieppe, en was tot en met 2014 hoofdplaats van het kanton Bellencombre. Vanaf 2015 is het opgenomen in het kanton Neufchâtel-en-Bray

## Geografie
De oppervlakte van Bellencombre bedraagt 13,0 km², de bevolkingsdichtheid is 49,3 inwoners per km².
De onderstaande kaart toont de ligging van Bellencombre met de belangrijkste infrastructuur en aangrenzende gemeenten.

## Demografie
Onderstaande figuur toont het verloop van het inwonertal (bron: INSEE-tellingen).